# Steve Lee
Steve Lee (født 5. august 1963 – 5. oktober 2010) var en schweizisk forsanger i bandet Gotthard.
Han døde i en motorcykelullykke omkring 16 km syd for Mesquite i Nevada på Interstate 15, da en lastbil ramte en parkeret motorcykel, der efterfølgende ramte og dræbte Lee.

## Diskografi med Gotthard
- Gotthard (1992)
- Dial Hard (1994)
- G. (1996)
- Open (1999)
- Homerun (2001)
- Human Zoo (2003)
- Lipservice (2005)
- Domino Effect (2007)
- Need to Believe (2009)